# Рогоза Борис Петрович
Борис Петрович Рогоза (16 лютого 1934, село Стави Кагарлицького району Київської області — 29 вересня 2004) — український прозаїк, публіцист.

## Біографія
Народився 16 лютого 1934 року в селі Стави Кагарлицького району Київської області в сім'ї учителя.
У 1952 році закінчив Ставівську середню школу з золотою медаллю.
У 1957 році закінчив факультет журналістики Київського університету ім. Т. Г. Шевченка.
Працював у багатьох періодичних виданнях, зокрема «Правда Прилуччини», «Київська правда», «Комсомолець Полтавщини», «Молодь України». Деякий час був на комсомольській роботі, а потім — відповідальним секретарем журналу «Дніпро», директором видавництва «Радянський письменник». З 1981 по 1996 роки був головним редактором «Літературної України». Вийшовши на пенсію, працював старшим літературним редактором  у редакції тижневика Київської міської ради «Хрещатик», де, зокрема, вів популярну рубрику «Уроки державної мови».
З 1976 року – член Спілки письменників України.
Помер 29 вересня 2004 р. внаслідок інсульту на 71-му році життя, не опритомнівши після складної операції.

## Літратурна діяльність
Творча біографія Бориса Рогози розпочалася з художньо-документальної прози, якій він присвятив усе своє життя.
Повісті:
- «Рожевий сніг»,
- «Слово про полк Таращанський».

Збірки нарисів і публіцистики:
- «Ростуть будови – землі обнови»,
- «Люби село своє»,
- «У поході – без привалів»,
- «Відповідальність»,
- «На барикадах ідей».

Перекладав твори з російської мови.

## Нагороди
Нагороджений Почесною Грамотою Президії Верховної Ради України. Заслужений працівник культури України.